# Матчи сборной Петрограда по футболу (1919)
Сезон 1919 года стал 18-м в истории сборной Петрограда по футболу.
В нём сборная провела 1 официальный матч (товарищеский междугородний) и 1 неофициальный.

## Классификация матчей
По установившейся в отечественной футбольной истории традиции официальными принимаются
- Все соревновательные матчи[К 4] официальных турниров — чемпионатов СССР, Российской империи и РСФСР — во времена, когда они проводились среди сборных городов (регионов, республик), и сборная Санкт-Петербурга (Ленинграда) была субъектом этих соревнований; к числу таковых относятся также матчи футбольных турниров на Спартакиадах народов СССР 1956 и 1979 года.
- Междугородние товарищеские игры сборной сильнейшего состава без формальных ограничений[К 5] с адекватным по статусу соперником. Матчи с клубами Санкт-Петербурга и других городов, со сборными не сильнейшего состава и т. п. составляют другую категорию матчей.
- Международные матчи с соперниками топ-уровня — в составах которых выступали футболисты, входившие в национальные сборные либо выступавшие в чемпионатах (лигах) высшего соревновательного уровня своих стран — как профессионалы, так и любители[К 6]. Практиковавшиеся (в основном, в 1920—1930-х годах) международные матчи с так называемыми «рабочими» и им подобными по уровню командами, состоявшими, как правило, из неконкурентоспособных игроков-любителей невысокого уровня, заканчивавшиеся обычно их разгромными поражениями, отнесены в отдельную категорию матчей.

## Статистика сезона
| 1919      |                                 |     |
| МГ 15     | Петроград — Москва              | 2:0 |
| Н (1)     | Петроград — «Замоскворецкий» КС | 0:3 |
| Итого     |                                 |     |
| И В Н П М |                                 |     |
| 1 0 2−0   |                                 |     |
| 1 0 1 0−3 |                                 |     |

## Официальные матчи

### 33. Петроград — Москва — 2:0
Междугородний товарищеский матч 15 (отчет)

| Петроград               | 2:0 | Москва |
| ----------------------- | --- | ------ |
| - Колотушкин - Н.Гостев |     |        |

| Игрок               | Клуб       |     | Вышел на замену | Гол  |
| ------------------- | ---------- | --- | --------------- | ---- |
| Полежаев, Александр | «Коломяги» |     | 2               | (-1) |
|                     |            |     |                 |      |
| Гостев III, Георгий | «Коломяги» |     | 2               |      |
| Бутусов, Михаил     | «Унитас»   |     | 1               |      |
|                     |            |     |                 |      |
| Фёдоров, Пётр       | «Коломяги» |     | 1               |      |
| Батырев, Павел      | «Коломяги» |     | 3               |      |
| Карнеев, Борис      | «Коломяги» |     | 2               | 1    |
|                     |            |     |                 |      |
| Баумгарт, Альфред   | «Коломяги» |     | 1               |      |
| Варфоломеев, Пётр   | «Коломяги» |     | 2               |      |
| Иванов, Георгий     | «Меркур»   |     | 3               |      |
| Колотушкин, Модест  | «Меркур»   | Гол | 1               | 1    |
| Гостев II, Николай  | «Коломяги» | Гол | 4               | 2    |

| Москва     |  |
| ---------- |  |
| Шимкунас   |  |
|            |  |
| Костинский |  |
| С.Сысоев   |  |
|            |  |
| П.Лавров   |  |
| С.Бухтеев  |  |
| Селин      |  |
|            |  |
| Л.Смирнов  |  |
| Н.Троицкий |  |
| М.Денисов  |  |
| Канунников |  |
| Шапошников |  |

## Неофициальные матчи
1. Междугородний матч 
| 13 окт Неоф (1) | Петроград | 0:3 | «Замоскворецкий» КС | Поле «Замоскворецкого» КС, Москва |
| |           |     | - Бразиль - Исаков  |                                   |
| Петроград: Полежаев - Г.Гостев, М.Бутусов - П.Фёдоров, Батырев, Карнеев - Баумгарт, Варфоломеев, Г.Иванов, Колотушкин, Н.Гостев «Замоскворецкий» КС: Н.Лавров - С.Сысоев, Розенберг - М.Романов, К.Блинков, П.Лавров - Перницкий, Исаков, Бразиль, К.Васильев, С.Романов |           |     |                     |                                   |

## Комментарии
1. ↑  К.Есенин указывал для сборной Москвы только междугородние и международные матчи[1]
2. ↑  В реестре матчей сборной Санкт-Петербурга (Петрограда, Ленинграда), опубликованном группой ленинградских историков и статистиков под редакцией Н.Киселёва[2] учтены только междугородние матчи со сборными городов и республик
3. ↑  Г.Калянов предложил разделение матчей на официальные и товарищеские (для сборной Москвы)[3]
4. ↑  в том числе недоигранные и аннулированные, а также сыгранные с неформатными сборными и клубами — все матчи, объявленные как матчи официальных турниров
5. ↑  Матчи второй, третьей и т. д. (дублёров), а также ведомственных (например, сборной профсоюзов) сборных считаются неформатными. Тем не менее, междугородние матчи и «русской», и «английской» сборных Санкт-Петербурга и Москвы начала века, согласно установившейся традиции, учитываются историками[4][5][1] в их реестрах
6. ↑  Тем не менее, несколько международных матчей 1910-х годов с командами, формально не соответствующими строго данному критерию, но в игровом плане нередко подавляюще превосходившими сборные Санкт-Петербурга и Москвы, учтены[6][7] в их реестрах

### Периодика
- «Известия Петросовета» 1919. РНБ — nlr.ru.